# Кучинский, Валерий Павлович
Валерий Павлович Кучинский (укр. Валерій Павлович Кучинський; род. 25 октября 1944, Киев) — советский и украинский дипломат, Чрезвычайный и Полномочный Посол Украины. Адъюнкт-профессор международных отношений Колумбийского университета по программе украинский исследований.

## Биография
Родился 25 октября 1944 года в Киеве. В 1967 году окончил Киевский государственный университет им. Т. Г Шевченко (1967) референт-переводчик с английского и французского языков. Высшие курсы Дипломатической академии МИД СССР (1988).
- С 1967 по 1970 год — переводчик на строительстве линии электропередач в Асуане Египет.
- С 1971 года — атташе консульского отдела, 2-й секретарь Секретариата Комиссии по делам ЮНЕСКО, 1-й секретарь отдела международных организаций МИД УССР.
- С 1975 по 1980 год — сотрудник секретариата ООН.
- С 1980 по 1992 год — советник отдела международных организаций, начальник отдела проблем ограничения вооружений и разоружения МИД Украины.
- С 1997 по 1999 год — начальник управления международных организаций МИД Украины, начальник Четвертого территориального управления по США, Канаде, Центральной и Южной Америке.
- С декабря 1999 по август 2001 года — 1-й заместитель Постоянного Представителя Украины при ООН и заместитель Представителя Украины при Совете Безопасности ООН.
- С 2 августа 2001 по 29 мая 2006 года — Постоянный представитель Украины при ООН, член коллегии МИД Украины[1][2].
- С 4 января 2003 по 29 мая 2006 года — Представитель Украины в Комиссии ООН по правам человека[3].
- С 19 января 2002 по 29 мая 2006 года — Чрезвычайный и Полномочный Посол Украины на Ямайке[4][2].
- С 24 марта 2003 по 29 мая 2006 года — Чрезвычайный и Полномочный Посол Украины в Тринидаде и Тобаго[5][2].

Дипломатический ранг: Чрезвычайный и Полномочный Посол Украины І-го класса.
С 2011 года — действительный член НОШ-Америка.